# سفيان بن يمينة
سفيان بن يمينة (2 مارس 1990) هو لاعب كرة قدم ألماني محترف يلعب مهاجمًا لنادي غرايفسفالدر [الإنجليزية].

## الحياة الشخصية
أخوه الأكبر كريم هو أيضًا لاعب كرة قدم محترف ويلعب حاليا لفريق برلينر إيه كي 07 [الإنجليزية] والمنتخب الجزائري.

## روابط خارجية
- سفيان بن يمينة على موقع قاعدة بيانات كرة القدم.إي يو (الإنجليزية)
- سفيان بن يمينة على موقع بيانات كرة القدم. دي إي (الألمانية)
- سفيان بن يمينة على موقع Soccerbase.com (لاعب) (الإنجليزية)
- سفيان بن يمينة على موقع Soccerway.com (الإنجليزية)
- سفيان بن يمينة على موقع عالم كرة القدم.نت (الإنجليزية)
- سفيان بن يمينة على موقع AS.com (الإسبانية)